# Trofeo Alfredo Binda-Comune di Cittiglio 2012
La 37e édition du Trofeo Alfredo Binda-Comune di Cittiglio a eu lieu le 25 mars 2012. C'est la deuxième épreuve de la Coupe du monde de cyclisme sur route féminine 2012. Elle est remportée par la Néerlandaise Marianne Vos.

## Présentation

### Parcours
Le parcours s'élance de Laveno-Mombello. Une partie en ligne longue de 62 km est tout d'abord effectuée. Elle se dirige vers le Nord à Luino puis vers Cunardo avant de revenir vers Cittiglio en passant par Brinzio. Un parcours de 17,3 km est alors parcouru quatre fois. La côte d'Orino avec 3 km à 5,6 % de pente moyenne s'y trouve. L'arrivée est en léger faux-plat montant.

### Équipes
| Équipes féminines professionnelles (23)- AA Drink-leontien.nl - Abus Nutrixxion - Be Pink - Bizkaia-Durango - Diadora-Pasta Zara - Dolmans-Boels - Verinlegno Fabiani - Vienne Futuroscope - Faren-Honda - Forno d'Asolo Colavita - GSD Gestion - Hitec Products - Kleo Ladies - Lointek - Lotto-Belisol Ladies - MCipollini - Giambenini - Gauss - GreenEdge-AIS - Stichting Rabo Women - RusVelo - SC Michela Fanini Rox - Scappa Speed Queens - Specialized-Lululemon - Fassa Bortolo-Servetto Équipes nationales (5)- États-Unis - France - Pays-Bas - Russie - Slovénie |
| |

## Récit de la course
La sélection nationale américaine maintient un rythme élevé en début d'épreuve qui empêche les échappées. Dans la montée vers Cunardo, Judith Arndt tente de partir. Au sommet, sa coéquipière Claudia Häusler en fait de même. Le peloton termine la partie en ligne de l'épreuve groupé. Un groupe de douze échappées se forme avec en son sein trois coureuses de la Rabobank. Il s'agit de Marianne Vos, Pauline Ferrand-Prévot,  Annemiek van Vleuten, Noemi Cantele, Judith Arndt, Emma Johansson, Elisa Longo Borghini, Evelyn Stevens, Amanda Spratt, Ashleigh Moolman, Kristin Armstrong et Loes Gunnewijk. Alors que le peloton se rapproche, cette dernière sort seule au kilomètre quatre-vingt. Un groupe de chasse tente de la rejoindre avec Pauline Ferrand-Prévot, Emma Johansson et Kristin Armstrong. Le reste de l'échappée est repris. La jonction entre les quatre coureuses de tête est faite au pied de la côte d'Orino. Leur avance est alors de trente secondes. Le peloton, avec Emma Pooley, Marianne Vos et Evelyn Stevens en avant-garde, les reprend durant l'ascension. À dix kilomètres de l'arrivée, Marianne Vos attaque. Evelyn Stevens tente de la suivre, mais négocie mal un virage et chute. Au sommet, il y a sept coureuses en poursuivante. Marianne Vos s'impose en solitaire. Derrière, Tatiana Guderzo, légèrement détachée, règle le groupe de poursuite.

## Classements

### Classement final
| \| Classement général \| Classement général \| Classement général \| Classement général \| Classement général \| \| Coureuse \| Coureuse \| Pays \| Équipe \| Temps \| \| ------------------ \| ---------------------- \| ------------------ \| --------------------------- \| ------------------ \| \| 1re \| Marianne Vos \| Pays-Bas \| Stichting Rabo Women \| 3 h 16 min 28 s \| \| 2e \| Tatiana Guderzo \| Italie \| MCipollini-Giambenini-Gauss \| + 34 s \| \| 3e \| Trixi Worrack \| Allemagne \| Specialized-Lululemon \| + 34 s \| \| 4e \| Judith Arndt \| Allemagne \| GreenEdge-AIS \| + 34 s \| \| 5e \| Emma Johansson \| Suède \| Hitec Products-Mistral Home \| + 34 s \| \| 6e \| Noemi Cantele \| Italie \| Be Pink \| + 34 s \| \| 7e \| Pauline Ferrand-Prévot \| France \| Stichting Rabo Women \| + 34 s \| \| 8e \| Emma Pooley \| Royaume-Uni \| AA Drink-Leontien.nl \| + 34 s \| \| 9e \| Karol-Ann Canuel \| Canada \| Vienne Futuroscope \| + 34 s \| \| 10e \| Ashleigh Moolman \| Afrique du Sud \| Lotto Belisol Ladies \| + 37 s \| |                        |                |                             |                 |
| |                        |                |                             |                 |
| Source : Cycling Quotient |                        |                |                             |                 |
| Classement général |                        |                |                             |                 |
| Coureuse | Coureuse               | Pays           | Équipe                      | Temps           |
| 1re | Marianne Vos           | Pays-Bas       | Stichting Rabo Women        | 3 h 16 min 28 s |
| 2e | Tatiana Guderzo        | Italie         | MCipollini-Giambenini-Gauss | + 34 s          |
| 3e | Trixi Worrack          | Allemagne      | Specialized-Lululemon       | + 34 s          |
| 4e | Judith Arndt           | Allemagne      | GreenEdge-AIS               | + 34 s          |
| 5e | Emma Johansson         | Suède          | Hitec Products-Mistral Home | + 34 s          |
| 6e | Noemi Cantele          | Italie         | Be Pink                     | + 34 s          |
| 7e | Pauline Ferrand-Prévot | France         | Stichting Rabo Women        | + 34 s          |
| 8e | Emma Pooley            | Royaume-Uni    | AA Drink-Leontien.nl        | + 34 s          |
| 9e | Karol-Ann Canuel       | Canada         | Vienne Futuroscope          | + 34 s          |
| 10e | Ashleigh Moolman       | Afrique du Sud | Lotto Belisol Ladies        | + 37 s          |

### Points attribués
| Position           | 1er | 2e | 3e | 4e | 5e | 6e | 7e | 8e | 9e | 10e | 11e | 12e | 13e | 14e | 15e |
| Classement général | 100 | 70 | 40 | 30 | 25 | 20 | 15 | 10 | 9  | 8   | 7   | 6   | 5   | 4   | 3   |

## Liste des participantes
| Légende | Légende                                                                                | Légende | Légende                                                    |
| ------- | -------------------------------------------------------------------------------------- | ------- | ---------------------------------------------------------- |
| Num     | Dossard de départ porté par le coureur sur ce Trofeo Alfredo Binda-Comune di Cittiglio | Pos     | Position à l'arrivée de la course                          |
|         | Indique un maillot de champion national ou mondial, suivi de sa spécialité             | NP      | Indique un coureur qui n'a pas pris le départ de la course |
| AB      | Indique un coureur qui n'a pas terminé la course                                       | HD      | Indique un coureur qui a terminé la course hors des délais |

| AA Drink-Leontien.nl LNL | AA Drink-Leontien.nl LNL  | AA Drink-Leontien.nl LNL |
| ------------------------ | ------------------------- | ------------------------ |
| Num                      | Coureuse                  | Pos                      |
| 1                        | Emma Pooley (GBR)         | 8e                       |
| 2                        | Chantal Blaak (NED)       | 68e                      |
| 3                        | Marieke van Wanroij (NED) | 69e                      |
| 4                        | Sharon Laws (GBR)         | 27e                      |
| 5                        | Shelley Olds (USA)        | AB                       |
| 6                        | Lucinda Brand (NED)       | 61e                      |

| Stichting Rabo Women RBW | Stichting Rabo Women RBW     | Stichting Rabo Women RBW |
| ------------------------ | ---------------------------- | ------------------------ |
| Num                      | Coureuse                     | Pos                      |
| 7                        | Marianne Vos (NED) (route)   | 1re                      |
| 8                        | Tatiana Antoshina (RUS)      | 30e                      |
| 9                        | Pauline Ferrand-Prévot (FRA) | 7e                       |
| 10                       | Thalita de Jong (NED)        | 59e                      |
| 11                       | Roxane Knetemann (NED)       | 57e                      |
| 12                       | Annemiek van Vleuten (NED)   | 13e                      |

| Specialized-Lululemon SLU | Specialized-Lululemon SLU | Specialized-Lululemon SLU |
| ------------------------- | ------------------------- | ------------------------- |
| Num                       | Coureuse                  | Pos                       |
| 13                        | Emilia Fahlin (SWE)       | AB                        |
| 14                        | Chloe Hosking (AUS)       | AB                        |
| 15                        | Evelyn Stevens (USA)      | 49e                       |
| 17                        | Ellen van Dijk (NED)      | 48e                       |
| 18                        | Trixi Worrack (GER)       | 3e                        |

| GreenEdge-AIS GEW | GreenEdge-AIS GEW           | GreenEdge-AIS GEW |
| ----------------- | --------------------------- | ----------------- |
| Num               | Coureuse                    | Pos               |
| 19                | Judith Arndt (GER)          | 4e                |
| 20                | Amanda Spratt (AUS) (route) | 37e               |
| 21                | Shara Gillow (AUS)          | 38e               |
| 22                | Claudia Häusler (GER)       | 42e               |
| 23                | Loes Gunnewijk (NED)        | 17e               |
| 24                | Tiffany Cromwell (AUS)      | 19e               |

| Hitec Products-Mistral Home HPU | Hitec Products-Mistral Home HPU        | Hitec Products-Mistral Home HPU |
| ------------------------------- | -------------------------------------- | ------------------------------- |
| Num                             | Coureuse                               | Pos                             |
| 25                              | Emma Johansson (SWE) (route)           | 5e                              |
| 26                              | Elisa Longo Borghini (ITA)             | 25e                             |
| 27                              | Sylwia Kapusta (POL)                   | 34e                             |
| 28                              | Christel Ferrier-Bruneau (FRA) (route) | 18e                             |
| 29                              | Sara Mustonen (SWE)                    | AB                              |

| Diadora-Pasta Zara DPZ | Diadora-Pasta Zara DPZ         | Diadora-Pasta Zara DPZ |
| ---------------------- | ------------------------------ | ---------------------- |
| Num                    | Coureuse                       | Pos                    |
| 31                     | Giorgia Bronzini (ITA) (route) | 12e                    |
| 32                     | Polona Batagelj (SLO)          | AB                     |
| 33                     | Alona Andruk (UKR)             | AB                     |
| 34                     | Inga Čilvinaitė (LTU)          | AB                     |
| 35                     | Alessandra D'Ettorre (ITA)     | AB                     |
| 36                     | Giada Borgato (ITA)            | AB                     |

| Be Pink BPK | Be Pink BPK                    | Be Pink BPK |
| ----------- | ------------------------------ | ----------- |
| Num         | Coureuse                       | Pos         |
| 37          | Noemi Cantele (ITA) (route)    | 6e          |
| 38          | Silvia Valsecchi (ITA)         | AB          |
| 39          | Simona Frapporti (ITA)         | AB          |
| 40          | Oxana Kozonchuk (RUS)          | AB          |
| 41          | Julia Martisova (RUS)          | 66e         |
| 42          | Alena Amialiusik (BLR) (route) | 11e         |

| Faren-Honda FHT | Faren-Honda FHT         | Faren-Honda FHT |
| --------------- | ----------------------- | --------------- |
| Num             | Coureuse                | Pos             |
| 43              | Nicole Cooke (GBR)      | 14e             |
| 44              | Fabiana Luperini (ITA)  | 43e             |
| 45              | Luisa Tamanini (ITA)    | AB              |
| 46              | Jennifer Hohl (SUI)     | AB              |
| 47              | Giuseppina Grassi (MEX) | 54e             |
| 48              | Elena Utrobina (RUS)    | AB              |

| RusVelo RVL | RusVelo RVL                | RusVelo RVL |
| ----------- | -------------------------- | ----------- |
| Num         | Coureuse                   | Pos         |
| 49          | Svetlana Boubnenkova (RUS) | 45e         |
| 50          | Natalja Bojarskaja (RUS)   | 70e         |
| 51          | Irina Molicheva (RUS)      | 58e         |
| 52          | Romy Kasper (GER)          | AB          |
| 53          | Hanka Kupfernagel (GER)    | 28e         |
| 54          | Olga Zabelinskaïa (RUS)    | 40e         |

| Lotto Belisol Ladies LBL | Lotto Belisol Ladies LBL           | Lotto Belisol Ladies LBL |
| ------------------------ | ---------------------------------- | ------------------------ |
| Num                      | Coureuse                           | Pos                      |
| 55                       | Sofie De Vuyst (BEL)               | AB                       |
| 56                       | Ludivine Henrion (BEL)             | 24e                      |
| 57                       | An-Li Pretorius-Kachelhoffer (RSA) | AB                       |
| 58                       | Ashleigh Moolman (RSA) (route)     | 10e                      |
| 59                       | Joanna van de Winkel (RSA)         | AB                       |
| 60                       | Lise Olivier (RSA)                 | 62e                      |

| Dolmans-Boels DLT | Dolmans-Boels DLT          | Dolmans-Boels DLT |
| ----------------- | -------------------------- | ----------------- |
| Num               | Coureuse                   | Pos               |
| 61                | Martine Bras (NED)         | 15e               |
| 62                | Irene van den Broek (NED)  | AB                |
| 63                | Lieselot Decroix (BEL)     | AB                |
| 64                | Mascha Pijnenborg (NED)    | 33e               |
| 65                | Pauliena Rooijakkers (NED) | AB                |
| 66                | Nina Kessler (NED)         | AB                |

| MCipollini-Giambenini-Gauss MCG | MCipollini-Giambenini-Gauss MCG | MCipollini-Giambenini-Gauss MCG |
| ------------------------------- | ------------------------------- | ------------------------------- |
| Num                             | Coureuse                        | Pos                             |
| 67                              | Monia Baccaille (ITA)           | AB                              |
| 67                              | Marta Tagliaferro (ITA)         | 60e                             |
| 68                              | Susanna Zorzi (ITA)             | 67e                             |
| 69                              | Valentina Carretta (ITA)        | 53e                             |
| 71                              | Tatiana Guderzo (ITA)           | 2e                              |
| 72                              | Małgorzata Jasińska (POL)       | AB                              |

| Vaiano Tepso VAI | Vaiano Tepso VAI             | Vaiano Tepso VAI |
| ---------------- | ---------------------------- | ---------------- |
| Num              | Coureuse                     | Pos              |
| 73               | Valentina Bastianelli (ITA)  | AB               |
| 74               | Kataržina Sosna (LTU)        | AB               |
| 75               | Rasa Leleivytė (LTU) (route) | 26e              |
| 76               | Alessia Martini (ITA)        | AB               |
| 77               | Silvia Moroni (ITA)          | AB               |
| 78               | Aleksandra Sošenko (LTU)     | 74e              |

| Kleo Ladies KLT | Kleo Ladies KLT              | Kleo Ladies KLT |
| --------------- | ---------------------------- | --------------- |
| Num             | Coureuse                     | Pos             |
| 79              | Anne Arnouts (BEL)           | AB              |
| 80              | Martina Corazza (ITA)        | AB              |
| 81              | Petra Dijkman (NED)          | AB              |
| 82              | Annelies Van Doorslaer (BEL) | 52e             |
| 83              | Annalisa Cucinotta (ITA)     | AB              |
| 84              | Marie Lindberg (SWE)         | AB              |

| SC Michela Fanini Rox MIC | SC Michela Fanini Rox MIC     | SC Michela Fanini Rox MIC |
| ------------------------- | ----------------------------- | ------------------------- |
| Num                       | Coureuse                      | Pos                       |
| 85                        | Valentina Scandolara (ITA)    | 29e                       |
| 86                        | Lorena Foresi (ITA)           | AB                        |
| 87                        | Alexandra Burtschenkowa (RUS) | 23e                       |
| 88                        | Martina Růžičková (CZE)       | 64e                       |
| 89                        | Michal Ella (ISR)             | AB                        |
| 90                        | Sara Grifi (ITA)              | AB                        |

| GSD Gestion ESG | GSD Gestion ESG                 | GSD Gestion ESG |
| --------------- | ------------------------------- | --------------- |
| Num             | Coureuse                        | Pos             |
| 91              | Émilie Aubry (SUI)              | AB              |
| 92              | Oriane Chaumet (FRA)            | AB              |
| 93              | Lucie Pader (FRA)               | AB              |
| 94              | Christine Majerus (LUX) (route) | 20e             |
| 96              | Patricia Schwager (SUI)         | 65e             |

| Vienne Futuroscope FUT | Vienne Futuroscope FUT     | Vienne Futuroscope FUT |
| ---------------------- | -------------------------- | ---------------------- |
| Num                    | Coureuse                   | Pos                    |
| 97                     | Julie Beveridge (CAN)      | 47e                    |
| 98                     | Karol-Ann Canuel (CAN)     | 9e                     |
| 99                     | Andrea Graus (AUT) (route) | 36e                    |
| 100                    | Amélie Rivat (FRA)         | 32e                    |
| 101                    | Manon Souyris (FRA)        | AB                     |

| Abus Nutrixxion NXX | Abus Nutrixxion NXX            | Abus Nutrixxion NXX |
| ------------------- | ------------------------------ | ------------------- |
| Num                 | Coureuse                       | Pos                 |
| 103                 | Daniela Gaß (GER)              | AB                  |
| 104                 | Elisabeth Reiner (AUT)         | AB                  |
| 105                 | Anna-Bianca Schnitzmeier (GER) | AB                  |
| 106                 | Rachel Neylan (AUS)            | 31e                 |

| Bizkaia-Durango BPD | Bizkaia-Durango BPD         | Bizkaia-Durango BPD |
| ------------------- | --------------------------- | ------------------- |
| Num                 | Coureuse                    | Pos                 |
| 109                 | Gloria Rodríguez (ESP)      | AB                  |
| 110                 | Dorleta Eskamendi Gil (ESP) | AB                  |
| 111                 | Joanne Hogan (AUS)          | 41e                 |
| 112                 | Anna Sanchis (ESP)          | AB                  |
| 113                 | Ane Santesteban (ESP)       | 55e                 |
| 114                 | Laura Vilanova (ESP)        | AB                  |

| Fassa Bortolo-Servetto TOG | Fassa Bortolo-Servetto TOG | Fassa Bortolo-Servetto TOG |
| -------------------------- | -------------------------- | -------------------------- |
| Num                        | Coureuse                   | Pos                        |
| 115                        | Elena Berlato (ITA)        | 39e                        |
| 116                        | Francesca Cauz (ITA)       | AB                         |
| 117                        | Viviana Gatto (ITA)        | AB                         |
| 118                        | Barbara Guarischi (ITA)    | AB                         |
| 119                        | Giulia Ronchi (ITA)        | 71e                        |
| 120                        | Doris Schweizer (SUI)      | AB                         |

| Forno d'Asolo Colavita FCL | Forno d'Asolo Colavita FCL       | Forno d'Asolo Colavita FCL |
| -------------------------- | -------------------------------- | -------------------------- |
| Num                        | Coureuse                         | Pos                        |
| 121                        | Whitney Gaggiol (USA)            | AB                         |
| 122                        | Federica Primavera (ITA)         | AB                         |
| 123                        | Jessica Uebelhart (SUI)          | AB                         |
| 124                        | Sari Saarelainen (FIN)           | 46e                        |
| 125                        | Tetyana Riabchenko (UKR) (route) | 35e                        |

| Lointek LKT | Lointek LKT          | Lointek LKT |
| ----------- | -------------------- | ----------- |
| Num         | Coureuse             | Pos         |
| 127         | Anna Potokina (RUS)  | AB          |
| 130         | Mireia Epelde (ESP)  | AB          |
| 131         | Lucía González (ESP) | AB          |
| 132         | Margot Ortega (FRA)  | AB          |

| Scappa Speed Queens KSK | Scappa Speed Queens KSK   | Scappa Speed Queens KSK |
| ----------------------- | ------------------------- | ----------------------- |
| Num                     | Coureuse                  | Pos                     |
| 133                     | Jacqueline Hahn (AUT)     | AB                      |
| 134                     | Christina Kollmann (AUT)  | AB                      |
| 135                     | Christina Perchtold (AUT) | AB                      |
| 136                     | Daniela Pintarelli (AUT)  | AB                      |
| 137                     | Lisa Pleyer (AUT)         | AB                      |

| Verinlegno-Fabiani GCV | Verinlegno-Fabiani GCV  | Verinlegno-Fabiani GCV |
| ---------------------- | ----------------------- | ---------------------- |
| Num                    | Coureuse                | Pos                    |
| 139                    | Lara Vieceli (ITA)      | AB                     |
| 140                    | Odette Bertolin (ITA)   | AB                     |
| 141                    | Rossella Ratto (ITA)    | AB                     |
| 142                    | Francesca Tognali (ITA) | AB                     |
| 143                    | Chiara Vanni (ITA)      | AB                     |
| 144                    | Barbara Venerito (ITA)  | AB                     |

| Pays-Bas NED | Pays-Bas NED         | Pays-Bas NED |
| ------------ | -------------------- | ------------ |
| Num          | Coureuse             | Pos          |
| 145          | Adrie Visser         | 16e          |
| 146          | Anna van der Breggen | 21e          |
| 147          | Anne De Wildt        | AB           |
| 148          | Birgit Lavrijssen    | AB           |
| 149          | Julia Soek           | AB           |
| 150          | Sabrina Stultiens    | AB           |

| Russie RUS | Russie RUS            | Russie RUS |
| ---------- | --------------------- | ---------- |
| Num        | Coureuse              | Pos        |
| 151        | Larissa Pankowa       | 72e        |
| 152        | Elena Bocharnikova    | AB         |
| 153        | Aizhan Zhaparova      | AB         |
| 154        | Svetlana Belevantseva | AB         |
| 156        | Marina Likhanova      | 73e        |

| États-Unis USA | États-Unis USA    | États-Unis USA |
| -------------- | ----------------- | -------------- |
| Num            | Coureuse          | Pos            |
| 157            | Kristin Armstrong | 22e            |
| 158            | Robin Farina      | AB             |
| 159            | Kasey Clark       | AB             |
| 160            | Jamie Bookwalter  | AB             |
| 161            | Carmen Small      | 44e            |
| 162            | Tayler Wiles      | 63e            |

| France FRA | France FRA              | France FRA |
| ---------- | ----------------------- | ---------- |
| Num        | Coureuse                | Pos        |
| 163        | Aude Biannic            | 56e        |
| 164        | Roxane Fournier         | AB         |
| 165        | Julie Krasniak          | 50e        |
| 166        | Mélodie Lesueur         | AB         |
| 167        | Magdalena de Saint-Jean | 51e        |
| 168        | Élodie Hegoburu         | AB         |

| Slovénie SLO | Slovénie SLO | Slovénie SLO |
| ------------ | ------------ | ------------ |
| Num          | Coureuse     | Pos          |
| 169          | Tjaša Rutar  | AB           |
| 170          | Alenka Novak | AB           |
| 171          | Urša Pintar  | AB           |
| 172          | Živa Verbič  | AB           |
| 173          | Ajda Opeka   | AB           |
| 174          | Sara Frece   | AB           |

| AA Drink-Leontien.nl LNL | AA Drink-Leontien.nl LNL  | AA Drink-Leontien.nl LNL |
| ------------------------ | ------------------------- | ------------------------ |
| Num                      | Coureuse                  | Pos                      |
| 1                        | Emma Pooley (GBR)         | 8e                       |
| 2                        | Chantal Blaak (NED)       | 68e                      |
| 3                        | Marieke van Wanroij (NED) | 69e                      |
| 4                        | Sharon Laws (GBR)         | 27e                      |
| 5                        | Shelley Olds (USA)        | AB                       |
| 6                        | Lucinda Brand (NED)       | 61e                      |

| Stichting Rabo Women RBW | Stichting Rabo Women RBW     | Stichting Rabo Women RBW |
| ------------------------ | ---------------------------- | ------------------------ |
| Num                      | Coureuse                     | Pos                      |
| 7                        | Marianne Vos (NED) (route)   | 1re                      |
| 8                        | Tatiana Antoshina (RUS)      | 30e                      |
| 9                        | Pauline Ferrand-Prévot (FRA) | 7e                       |
| 10                       | Thalita de Jong (NED)        | 59e                      |
| 11                       | Roxane Knetemann (NED)       | 57e                      |
| 12                       | Annemiek van Vleuten (NED)   | 13e                      |

| Specialized-Lululemon SLU | Specialized-Lululemon SLU | Specialized-Lululemon SLU |
| ------------------------- | ------------------------- | ------------------------- |
| Num                       | Coureuse                  | Pos                       |
| 13                        | Emilia Fahlin (SWE)       | AB                        |
| 14                        | Chloe Hosking (AUS)       | AB                        |
| 15                        | Evelyn Stevens (USA)      | 49e                       |
| 17                        | Ellen van Dijk (NED)      | 48e                       |
| 18                        | Trixi Worrack (GER)       | 3e                        |

| GreenEdge-AIS GEW | GreenEdge-AIS GEW           | GreenEdge-AIS GEW |
| ----------------- | --------------------------- | ----------------- |
| Num               | Coureuse                    | Pos               |
| 19                | Judith Arndt (GER)          | 4e                |
| 20                | Amanda Spratt (AUS) (route) | 37e               |
| 21                | Shara Gillow (AUS)          | 38e               |
| 22                | Claudia Häusler (GER)       | 42e               |
| 23                | Loes Gunnewijk (NED)        | 17e               |
| 24                | Tiffany Cromwell (AUS)      | 19e               |

| Hitec Products-Mistral Home HPU | Hitec Products-Mistral Home HPU        | Hitec Products-Mistral Home HPU |
| ------------------------------- | -------------------------------------- | ------------------------------- |
| Num                             | Coureuse                               | Pos                             |
| 25                              | Emma Johansson (SWE) (route)           | 5e                              |
| 26                              | Elisa Longo Borghini (ITA)             | 25e                             |
| 27                              | Sylwia Kapusta (POL)                   | 34e                             |
| 28                              | Christel Ferrier-Bruneau (FRA) (route) | 18e                             |
| 29                              | Sara Mustonen (SWE)                    | AB                              |

| Diadora-Pasta Zara DPZ | Diadora-Pasta Zara DPZ         | Diadora-Pasta Zara DPZ |
| ---------------------- | ------------------------------ | ---------------------- |
| Num                    | Coureuse                       | Pos                    |
| 31                     | Giorgia Bronzini (ITA) (route) | 12e                    |
| 32                     | Polona Batagelj (SLO)          | AB                     |
| 33                     | Alona Andruk (UKR)             | AB                     |
| 34                     | Inga Čilvinaitė (LTU)          | AB                     |
| 35                     | Alessandra D'Ettorre (ITA)     | AB                     |
| 36                     | Giada Borgato (ITA)            | AB                     |

| Be Pink BPK | Be Pink BPK                    | Be Pink BPK |
| ----------- | ------------------------------ | ----------- |
| Num         | Coureuse                       | Pos         |
| 37          | Noemi Cantele (ITA) (route)    | 6e          |
| 38          | Silvia Valsecchi (ITA)         | AB          |
| 39          | Simona Frapporti (ITA)         | AB          |
| 40          | Oxana Kozonchuk (RUS)          | AB          |
| 41          | Julia Martisova (RUS)          | 66e         |
| 42          | Alena Amialiusik (BLR) (route) | 11e         |

| Faren-Honda FHT | Faren-Honda FHT         | Faren-Honda FHT |
| --------------- | ----------------------- | --------------- |
| Num             | Coureuse                | Pos             |
| 43              | Nicole Cooke (GBR)      | 14e             |
| 44              | Fabiana Luperini (ITA)  | 43e             |
| 45              | Luisa Tamanini (ITA)    | AB              |
| 46              | Jennifer Hohl (SUI)     | AB              |
| 47              | Giuseppina Grassi (MEX) | 54e             |
| 48              | Elena Utrobina (RUS)    | AB              |

| RusVelo RVL | RusVelo RVL                | RusVelo RVL |
| ----------- | -------------------------- | ----------- |
| Num         | Coureuse                   | Pos         |
| 49          | Svetlana Boubnenkova (RUS) | 45e         |
| 50          | Natalja Bojarskaja (RUS)   | 70e         |
| 51          | Irina Molicheva (RUS)      | 58e         |
| 52          | Romy Kasper (GER)          | AB          |
| 53          | Hanka Kupfernagel (GER)    | 28e         |
| 54          | Olga Zabelinskaïa (RUS)    | 40e         |

| Lotto Belisol Ladies LBL | Lotto Belisol Ladies LBL           | Lotto Belisol Ladies LBL |
| ------------------------ | ---------------------------------- | ------------------------ |
| Num                      | Coureuse                           | Pos                      |
| 55                       | Sofie De Vuyst (BEL)               | AB                       |
| 56                       | Ludivine Henrion (BEL)             | 24e                      |
| 57                       | An-Li Pretorius-Kachelhoffer (RSA) | AB                       |
| 58                       | Ashleigh Moolman (RSA) (route)     | 10e                      |
| 59                       | Joanna van de Winkel (RSA)         | AB                       |
| 60                       | Lise Olivier (RSA)                 | 62e                      |

| Dolmans-Boels DLT | Dolmans-Boels DLT          | Dolmans-Boels DLT |
| ----------------- | -------------------------- | ----------------- |
| Num               | Coureuse                   | Pos               |
| 61                | Martine Bras (NED)         | 15e               |
| 62                | Irene van den Broek (NED)  | AB                |
| 63                | Lieselot Decroix (BEL)     | AB                |
| 64                | Mascha Pijnenborg (NED)    | 33e               |
| 65                | Pauliena Rooijakkers (NED) | AB                |
| 66                | Nina Kessler (NED)         | AB                |

| MCipollini-Giambenini-Gauss MCG | MCipollini-Giambenini-Gauss MCG | MCipollini-Giambenini-Gauss MCG |
| ------------------------------- | ------------------------------- | ------------------------------- |
| Num                             | Coureuse                        | Pos                             |
| 67                              | Monia Baccaille (ITA)           | AB                              |
| 67                              | Marta Tagliaferro (ITA)         | 60e                             |
| 68                              | Susanna Zorzi (ITA)             | 67e                             |
| 69                              | Valentina Carretta (ITA)        | 53e                             |
| 71                              | Tatiana Guderzo (ITA)           | 2e                              |
| 72                              | Małgorzata Jasińska (POL)       | AB                              |

| Vaiano Tepso VAI | Vaiano Tepso VAI             | Vaiano Tepso VAI |
| ---------------- | ---------------------------- | ---------------- |
| Num              | Coureuse                     | Pos              |
| 73               | Valentina Bastianelli (ITA)  | AB               |
| 74               | Kataržina Sosna (LTU)        | AB               |
| 75               | Rasa Leleivytė (LTU) (route) | 26e              |
| 76               | Alessia Martini (ITA)        | AB               |
| 77               | Silvia Moroni (ITA)          | AB               |
| 78               | Aleksandra Sošenko (LTU)     | 74e              |

| Kleo Ladies KLT | Kleo Ladies KLT              | Kleo Ladies KLT |
| --------------- | ---------------------------- | --------------- |
| Num             | Coureuse                     | Pos             |
| 79              | Anne Arnouts (BEL)           | AB              |
| 80              | Martina Corazza (ITA)        | AB              |
| 81              | Petra Dijkman (NED)          | AB              |
| 82              | Annelies Van Doorslaer (BEL) | 52e             |
| 83              | Annalisa Cucinotta (ITA)     | AB              |
| 84              | Marie Lindberg (SWE)         | AB              |

| SC Michela Fanini Rox MIC | SC Michela Fanini Rox MIC     | SC Michela Fanini Rox MIC |
| ------------------------- | ----------------------------- | ------------------------- |
| Num                       | Coureuse                      | Pos                       |
| 85                        | Valentina Scandolara (ITA)    | 29e                       |
| 86                        | Lorena Foresi (ITA)           | AB                        |
| 87                        | Alexandra Burtschenkowa (RUS) | 23e                       |
| 88                        | Martina Růžičková (CZE)       | 64e                       |
| 89                        | Michal Ella (ISR)             | AB                        |
| 90                        | Sara Grifi (ITA)              | AB                        |

| GSD Gestion ESG | GSD Gestion ESG                 | GSD Gestion ESG |
| --------------- | ------------------------------- | --------------- |
| Num             | Coureuse                        | Pos             |
| 91              | Émilie Aubry (SUI)              | AB              |
| 92              | Oriane Chaumet (FRA)            | AB              |
| 93              | Lucie Pader (FRA)               | AB              |
| 94              | Christine Majerus (LUX) (route) | 20e             |
| 96              | Patricia Schwager (SUI)         | 65e             |

| Vienne Futuroscope FUT | Vienne Futuroscope FUT     | Vienne Futuroscope FUT |
| ---------------------- | -------------------------- | ---------------------- |
| Num                    | Coureuse                   | Pos                    |
| 97                     | Julie Beveridge (CAN)      | 47e                    |
| 98                     | Karol-Ann Canuel (CAN)     | 9e                     |
| 99                     | Andrea Graus (AUT) (route) | 36e                    |
| 100                    | Amélie Rivat (FRA)         | 32e                    |
| 101                    | Manon Souyris (FRA)        | AB                     |

| Abus Nutrixxion NXX | Abus Nutrixxion NXX            | Abus Nutrixxion NXX |
| ------------------- | ------------------------------ | ------------------- |
| Num                 | Coureuse                       | Pos                 |
| 103                 | Daniela Gaß (GER)              | AB                  |
| 104                 | Elisabeth Reiner (AUT)         | AB                  |
| 105                 | Anna-Bianca Schnitzmeier (GER) | AB                  |
| 106                 | Rachel Neylan (AUS)            | 31e                 |

| Bizkaia-Durango BPD | Bizkaia-Durango BPD         | Bizkaia-Durango BPD |
| ------------------- | --------------------------- | ------------------- |
| Num                 | Coureuse                    | Pos                 |
| 109                 | Gloria Rodríguez (ESP)      | AB                  |
| 110                 | Dorleta Eskamendi Gil (ESP) | AB                  |
| 111                 | Joanne Hogan (AUS)          | 41e                 |
| 112                 | Anna Sanchis (ESP)          | AB                  |
| 113                 | Ane Santesteban (ESP)       | 55e                 |
| 114                 | Laura Vilanova (ESP)        | AB                  |

| Fassa Bortolo-Servetto TOG | Fassa Bortolo-Servetto TOG | Fassa Bortolo-Servetto TOG |
| -------------------------- | -------------------------- | -------------------------- |
| Num                        | Coureuse                   | Pos                        |
| 115                        | Elena Berlato (ITA)        | 39e                        |
| 116                        | Francesca Cauz (ITA)       | AB                         |
| 117                        | Viviana Gatto (ITA)        | AB                         |
| 118                        | Barbara Guarischi (ITA)    | AB                         |
| 119                        | Giulia Ronchi (ITA)        | 71e                        |
| 120                        | Doris Schweizer (SUI)      | AB                         |

| Forno d'Asolo Colavita FCL | Forno d'Asolo Colavita FCL       | Forno d'Asolo Colavita FCL |
| -------------------------- | -------------------------------- | -------------------------- |
| Num                        | Coureuse                         | Pos                        |
| 121                        | Whitney Gaggiol (USA)            | AB                         |
| 122                        | Federica Primavera (ITA)         | AB                         |
| 123                        | Jessica Uebelhart (SUI)          | AB                         |
| 124                        | Sari Saarelainen (FIN)           | 46e                        |
| 125                        | Tetyana Riabchenko (UKR) (route) | 35e                        |

| Lointek LKT | Lointek LKT          | Lointek LKT |
| ----------- | -------------------- | ----------- |
| Num         | Coureuse             | Pos         |
| 127         | Anna Potokina (RUS)  | AB          |
| 130         | Mireia Epelde (ESP)  | AB          |
| 131         | Lucía González (ESP) | AB          |
| 132         | Margot Ortega (FRA)  | AB          |

| Scappa Speed Queens KSK | Scappa Speed Queens KSK   | Scappa Speed Queens KSK |
| ----------------------- | ------------------------- | ----------------------- |
| Num                     | Coureuse                  | Pos                     |
| 133                     | Jacqueline Hahn (AUT)     | AB                      |
| 134                     | Christina Kollmann (AUT)  | AB                      |
| 135                     | Christina Perchtold (AUT) | AB                      |
| 136                     | Daniela Pintarelli (AUT)  | AB                      |
| 137                     | Lisa Pleyer (AUT)         | AB                      |

| Verinlegno-Fabiani GCV | Verinlegno-Fabiani GCV  | Verinlegno-Fabiani GCV |
| ---------------------- | ----------------------- | ---------------------- |
| Num                    | Coureuse                | Pos                    |
| 139                    | Lara Vieceli (ITA)      | AB                     |
| 140                    | Odette Bertolin (ITA)   | AB                     |
| 141                    | Rossella Ratto (ITA)    | AB                     |
| 142                    | Francesca Tognali (ITA) | AB                     |
| 143                    | Chiara Vanni (ITA)      | AB                     |
| 144                    | Barbara Venerito (ITA)  | AB                     |

| Pays-Bas NED | Pays-Bas NED         | Pays-Bas NED |
| ------------ | -------------------- | ------------ |
| Num          | Coureuse             | Pos          |
| 145          | Adrie Visser         | 16e          |
| 146          | Anna van der Breggen | 21e          |
| 147          | Anne De Wildt        | AB           |
| 148          | Birgit Lavrijssen    | AB           |
| 149          | Julia Soek           | AB           |
| 150          | Sabrina Stultiens    | AB           |

| Russie RUS | Russie RUS            | Russie RUS |
| ---------- | --------------------- | ---------- |
| Num        | Coureuse              | Pos        |
| 151        | Larissa Pankowa       | 72e        |
| 152        | Elena Bocharnikova    | AB         |
| 153        | Aizhan Zhaparova      | AB         |
| 154        | Svetlana Belevantseva | AB         |
| 156        | Marina Likhanova      | 73e        |

| États-Unis USA | États-Unis USA    | États-Unis USA |
| -------------- | ----------------- | -------------- |
| Num            | Coureuse          | Pos            |
| 157            | Kristin Armstrong | 22e            |
| 158            | Robin Farina      | AB             |
| 159            | Kasey Clark       | AB             |
| 160            | Jamie Bookwalter  | AB             |
| 161            | Carmen Small      | 44e            |
| 162            | Tayler Wiles      | 63e            |

| France FRA | France FRA              | France FRA |
| ---------- | ----------------------- | ---------- |
| Num        | Coureuse                | Pos        |
| 163        | Aude Biannic            | 56e        |
| 164        | Roxane Fournier         | AB         |
| 165        | Julie Krasniak          | 50e        |
| 166        | Mélodie Lesueur         | AB         |
| 167        | Magdalena de Saint-Jean | 51e        |
| 168        | Élodie Hegoburu         | AB         |

| Slovénie SLO | Slovénie SLO | Slovénie SLO |
| ------------ | ------------ | ------------ |
| Num          | Coureuse     | Pos          |
| 169          | Tjaša Rutar  | AB           |
| 170          | Alenka Novak | AB           |
| 171          | Urša Pintar  | AB           |
| 172          | Živa Verbič  | AB           |
| 173          | Ajda Opeka   | AB           |
| 174          | Sara Frece   | AB           |

Source. Corrigé grâce à CQ ranking.